# Disparus (Irlande du Nord)
 (janvier 2025).
La mise en forme du texte ne suit pas les recommandations de Wikipédia : il faut le « wikifier ».
Les points d'amélioration suivants sont les cas les plus fréquents. Le détail des points à revoir est peut-être précisé sur la page de discussion.
- Les titres sont pré-formatés par le logiciel. Ils ne sont ni en capitales, ni en gras.
- Le texte ne doit pas être écrit en capitales (les noms de famille non plus), ni en gras, ni en italique, ni en « petit »…
- Le gras n'est utilisé que pour surligner le titre de l'article dans l'introduction, une seule fois.
- L'italique est rarement utilisé : mots en langue étrangère, titres d'œuvres, noms de bateaux, etc.
- Les citations ne sont pas en italique mais en corps de texte normal. Elles sont entourées par des guillemets français : « et ».
- Les listes à puces sont à éviter, des paragraphes rédigés étant largement préférés. Les tableaux sont à réserver à la présentation de données structurées (résultats, etc.).
- Les appels de note de bas de page (petits chiffres en exposant, introduits par l'outil «  Source ») sont à placer entre la fin de phrase et le point final[comme ça].
- Les liens internes (vers d'autres articles de Wikipédia) sont à choisir avec parcimonie. Créez des liens vers des articles approfondissant le sujet. Les termes génériques sans rapport avec le sujet sont à éviter, ainsi que les répétitions de liens vers un même terme.
- Les liens externes sont à placer uniquement dans une section « Liens externes », à la fin de l'article. Ces liens sont à choisir avec parcimonie suivant les règles définies. Si un lien sert de source à l'article, son insertion dans le texte est à faire par les notes de bas de page.
- La présentation des références doit suivre les conventions bibliographiques. Il est recommandé d'utiliser les modèles {{Ouvrage}}, {{Chapitre}}, {{Article}}, {{Lien web}} et/ou {{Bibliographie}}. Le mode d'édition visuel peut mettre en forme automatiquement les références.
- Insérer une infobox (cadre d'informations à droite) n'est pas obligatoire pour parachever la mise en page.

Pour une aide détaillée, merci de consulter Aide:Wikification.
Si vous pensez que ces points ont été résolus, vous pouvez retirer ce bandeau et améliorer la mise en forme d'un autre article.
Les disparus sont des personnes d'Irlande du Nord que l'on pense avoir été enlevées, assassinées et enterrées secrètement. La grande majorité d'entre elles ont disparu pendant le conflit nord-irlandais. La Commission indépendante pour la localisation des restes des victimes (ICLVR) est chargée de localiser les corps restants et est dirigée par l'archéologue judiciaire John McIlwaine.

## Contexte
Des seize personnes à propos desquelles l'ICLVR a mené une enquête, toutes sont des catholiques irlandais (Jean McConville était une convertie), toutes, à l'exception de Jean McConville, sont des hommes, et toutes auraient été enlevées et tuées par des républicains irlandais,,.
	L'IRA provisoire admet être impliquée dans la disparition forcée de neuf des seize personnes concernées : Eamon Molloy, Seamus Wright, Kevin McKee, Jean McConville, Columba McVeigh, Brendan Megraw, John McClory, Brian McKinney et Danny McIlhone. L'officier de la British Army Robert Nairac, disparu à South Armagh, est un catholique romain né sur l'île Maurice,. L'organisation déclare qu'elle n'a pu localiser avec précision que le corps d'une seule de ses victimes, mais donne des indications approximatives pour les huit autres,. En septembre 2017, les restes de trois des victimes n'ont toujours pas été retrouvés.

## Histoire

### Années 1970
Joseph Lynskey, alors âgé de 40 ans, un vétéran paramilitaire républicain irlandais et membre de l'IRA de Cavendish Street à Belfast, a disparu à la suite d'une violente querelle interne de l'IRA dans la ville en août 1972. En 2009, Dolours Price, un ancien membre de l'IRA, a déclaré dans une interview avec un journal qu'elle avait conduit la voiture qui l'avait emmené vers une maison sûre de l'IRA située dans le comté de Monaghan en république d'Irlande, peu de temps avant sa disparition. En janvier 2010, l'IRA a publié une déclaration selon laquelle Lynskey avait été tué dans le cadre d'un processus disciplinaire interne ; le corps avait ensuite été enterré dans une tombe anonyme. En novembre 2024, l'ICVLR a signalé qu'elle avait procédé à une exhumation de restes dans un cimetière d'Annyalla, après avoir reçu des informations sur une activité suspecte dans le cimetière coïncidant avec la « période et le lieu » de la disparition de Lynskey. Le podcast Irish Indo Daily du 3 décembre 2024, intitulé Joe Lynskey : le moine qui a rejoint l'IRA et a « disparu » pour avoir tenté de tuer son rival amoureux, fait le point sur l'affaire Lynskey.
Jean McConville, veuve et mère de 10 enfants, a disparu en décembre 1972. Son corps a été retrouvé sur une plage du comté de Louth, en république d'Irlande, en 2003 ; en octobre 2014, un homme a été arrêté en lien avec son meurtre, et deux autres hommes ont été arrêtés en décembre 2014.
Peter Wilson, 21 ans, originaire de West Belfast et qui avait cinq frères et sœurs, a été décrit comme « un homme vulnérable ayant des difficultés d'apprentissage ». Il a été enlevé par l'IRA à l'été 1973, quelque part dans le quartier de St James à Belfast, tué et enterré secrètement à Waterfoot, dans le comté d'Antrim.
Columba McVeigh, un jeune homme de 19 ans de Donaghmore, dans le comté de Tyrone, a disparu en 1975. L'IRA affirme qu'il avait avoué être un agent de l'armée britannique chargé d'infiltrer l'IRA.
Brendan Megraw a disparu en 1978. En août 2014, une tourbière du comté de Meath a été fouillée à la recherche de son corps, et des restes humains ont été découverts en septembre.
Gerard Evans, 24 ans, était un homme de Crossmaglen, dans le sud de l'Armagh. Il a disparu alors qu'il faisait de l'auto-stop dans le comté de Monaghan en mars 1979. En mars 2008, une carte a été donnée à la tante d'Evans. En 2008, la Commission indépendante pour la localisation des restes des victimes a lancé un appel pour obtenir davantage d'informations concernant sa disparition. Des restes ont été retrouvés dans le comté de Louth en octobre 2010, et il a été confirmés en novembre 2010 qu'il s'agissait de ceux d'Evans . Un membre présumé de la Brigade provisoire de l'IRA de South Armagh a déclaré au Sunday Tribune qu'Evans avait été exécuté pour avoir été un informateur.

### Années 1980
Charles Armstrong était un père de cinq enfants âgé de 54 ans qui a disparu à Crossmaglen alors qu'il se rendait à la messe en 1981 ; sa voiture a été retrouvée plus tard à Dundalk, dans le comté de Louth. L'IRA a nié à l'époque toute implication dans sa disparition. La famille d'Armstrong a commencé une nouvelle recherche privée de sa dépouille en octobre 2003. Elle a été localisée dans le comté de Monaghan, en Irlande, en juillet 2010. Aucune raison n’a jamais été donnée publiquement pour l’enlèvement et le meurtre d’Armstrong.

### Années 2000
En septembre 2015, les corps de Seamus Wright et Kevin McKee ont été retrouvés dans une tourbière à Coghalstown, dans le comté de Meath.
En mai 2017, un corps a été retrouvé par l'ICLVR dans une forêt du nord de la France près de Rouen, identifié comme celui de Seamus Ruddy.
Il y a eu deux autres disparitions dans les années 2000. Gareth O'Connor, qui aurait été membre de l'Armée républicaine irlandaise véritable, a disparu alors qu'il conduisait d'Armagh à Dundalk en 2003. Son corps a été découvert à Newry en 2005,. En mars 2005, Lisa Dorrian a disparu après avoir assisté à une fête dans un parc de caravanes à Ballyhalbert. On pense qu'elle a été kidnappée par des loyalistes. On spécule que ce crime est lié au trafic de drogue,,.

## Liste des disparus
| Nom               | Emplacement               | Âge | Année de la disparition | Année de la découverte du corps | Suspects     | Référence(s) |
| ----------------- | ------------------------- | --- | ----------------------- | ------------------------------- | ------------ | ------------ |
| Charles Armstrong | Crossmaglen               | 54  | 1981                    | 2010                            | Républicains | [ 32 ]       |
| Gerard Evans      | County Monaghan, Ireland  | 24  | 1979                    | 2010                            | Républicains | [ 32 ]       |
| Joe Lynskey       | Belfast                   | 40  | 1972                    | Toujours porté disparu          | Républicains | ,            |
| John McClory      | Belfast                   | 17  | 1978                    | 1999                            | Républicains | ,            |
| Jean McConville   | Belfast                   | 38  | 1972                    | 2003                            | Républicains | ,            |
| Danny McIlhone    | Belfast                   | 21  | 1981                    | 2008                            | Républicains | ,            |
| Kevin McKee       | South Armagh              | 17  | 1972                    | 2015                            | Républicains | ,            |
| Brian McKinney    | Belfast                   | 22  | 1978                    | 1999                            | Républicains | ,            |
| Columba McVeigh   | Dublin, Ireland           | 17  | 1975                    | Toujours porté disparu          | Républicains | ,            |
| Brendan Megraw    | Belfast                   | 24  | 1978                    | 2014                            | Républicains | ,            |
| Eamon Molloy      | Belfast                   | 22  | 1975                    | 1999                            | Républicains | ,            |
| Robert Nairac     | Dromintee, South Armagh   | 28  | 1977                    | Toujours porté disparu          | Républicains | ,            |
| Seamus Ruddy      | Paris, France             | 32  | 1985                    | 2017                            | INLA         | ,            |
| Eugene Simons     | Castlewellan, County Down | 26  | 1981                    | 1984                            | Républicains | [ 19 ]       |
| Peter Wilson      | Belfast                   | 21  | 1973                    | 2010                            | Républicains | ,            |
| Seamus Wright     | South Armagh              | 25  | 1972                    | 2015                            | Républicains | ,            |

### Disparitions depuis 1999
| Nom             | Emplacement     | Âge | Année de disparition | Année de la découverte du corps | Suspects     | Référence(s) |
| --------------- | --------------- | --- | -------------------- | ------------------------------- | ------------ | ------------ |
| Lisa Dorrian    | Ballyhalbert    | 25  | 2005                 | Toujours porté disparu          | Loyalistes   |              |
| Gareth O'Connor | Newtownhamilton | 24  | 2003                 | 2005                            | Républicains | [ 29 ]       |